# Corral de pesca

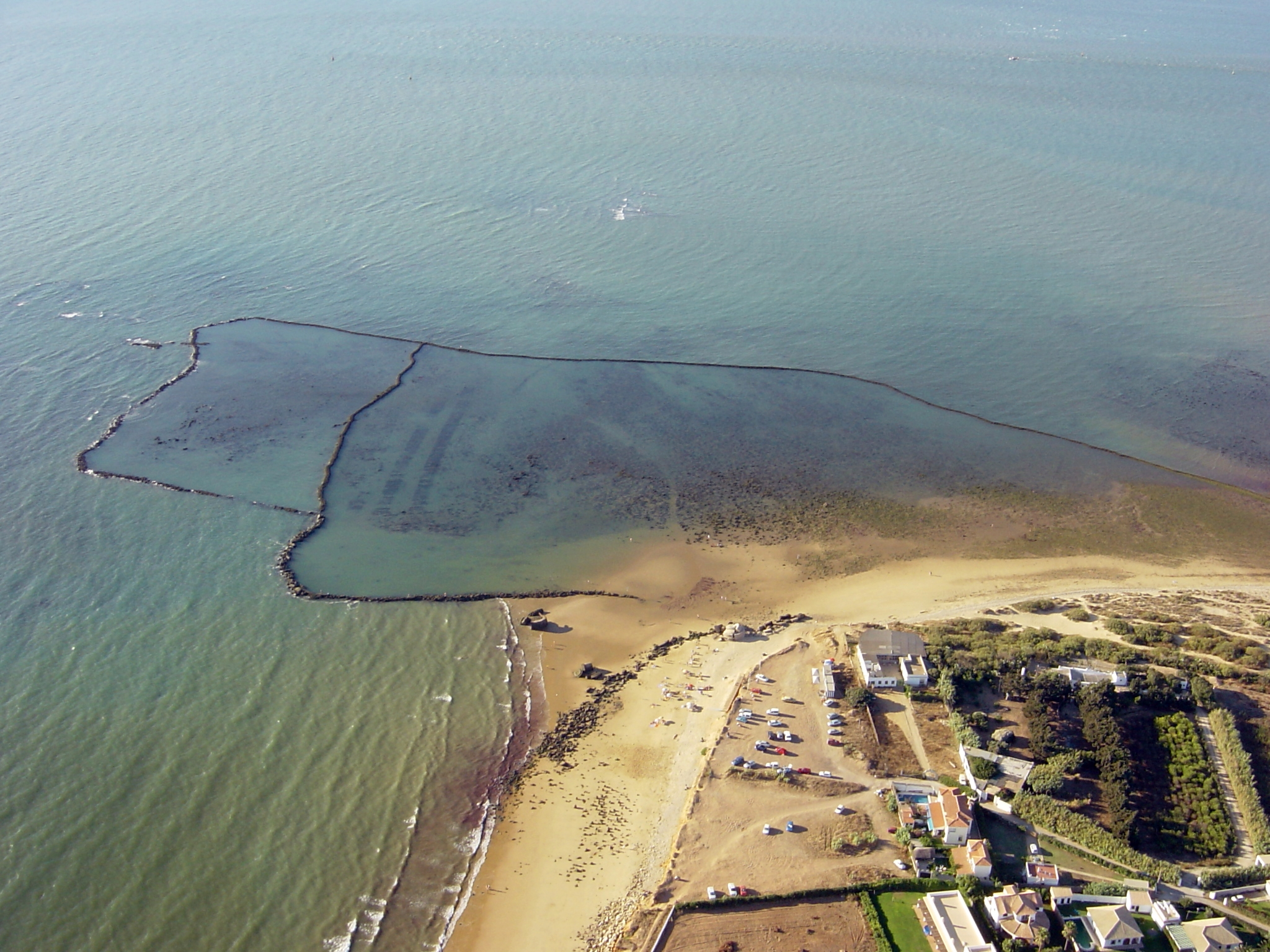
Corral de pesca en Chipiona.

Un corral de pesca o de pesquería es un atajadizo o cercado formado por una barricada de piedra o madera de forma más o menos semicircular y de una altura aproximada de 1,5 m., que se construye en la zona que queda al descubierto durante la bajamar. Con la pleamar el corral se inunda llenándose de peces, moluscos, crustáceos y otras formas de vida marina que, con la bajamar, quedan atrapados en su interior por efecto de la barricada, circunstancia que es aprovechada por los pescadores corraleros para hacer sus capturas.

## Corrales de pesca en Andalucía

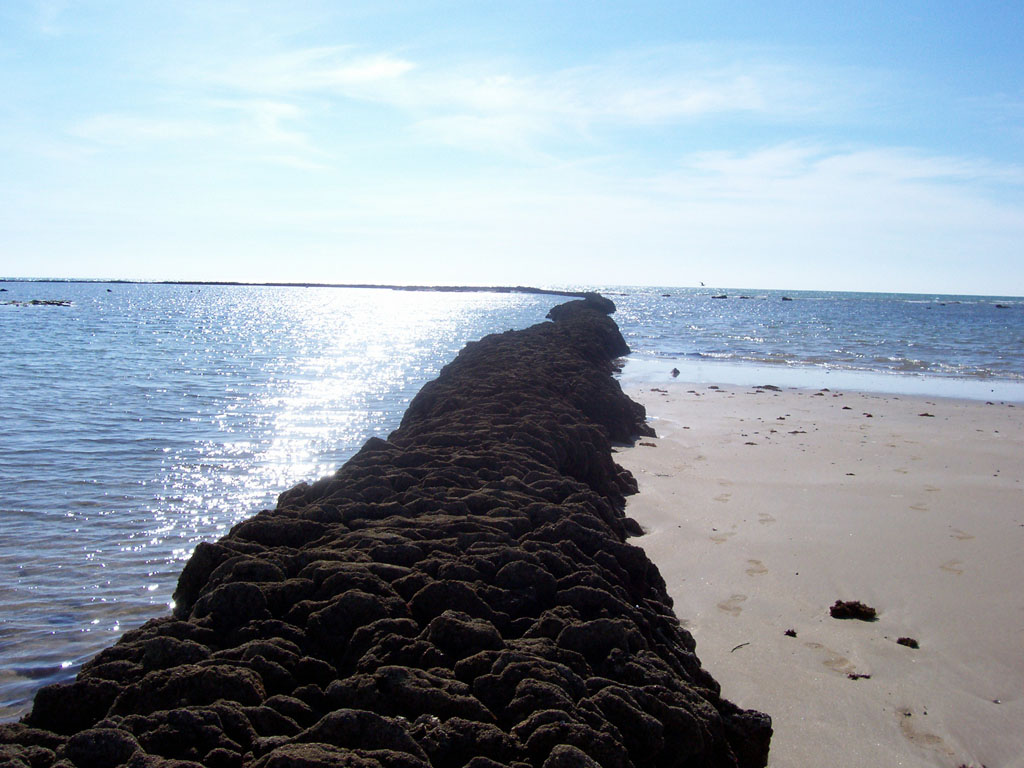
Detalle de la barricada del corral de Rota.

Son especialmente característicos y abundantes en Sanlúcar de Barrameda (donde originalmente llegó a haber cinco corrales, a partir del siglo XVIII quedaban tres, y actualmente sólo uno), Chipiona y Rota, todas ellas localidades españolas pertenecientes a la comarca de la Costa Noroeste de Cádiz, en Andalucía. Allí los pescadores usan un tipo de red llamado esparavel o tarraya para capturar a los peces encerrados. No hay certeza de la antigüedad exacta que tienen estos corrales, sin embargo la mayoría de ellos fueron reconstruidos tras la ola sísmica o cáncamo de mar subsiguiente al Terremoto de Lisboa en 1755.
Hay dos teorías que intentan explicar el origen de los corrales de pesca. La primera defiende que la construcción de los corrales surgió como consecuencia de la experiencia y la observación de los efectos de la marea, que de forma natural, encerraba peces en oquedades por parte de las propias poblaciones autóctonas. La otra teoría es la que defiende un origen externo importado por poblaciones de fuera, como fenicios, romanos, árabes o incluso gallegos.
En los últimos años, por parte de la Junta de Andalucía, en reconocimiento de los valores patrimoniales que tienen los corrales tanto desde el punto de vista cultural como ecológico se han protegido por la Consejería de Cultura el Corral de Merlín o de Marín en Sanlúcar, en la playa de la Jara, inscribiéndolo con carácter genérico en el Catálogo General del Patrimonio Histórico Andaluz. A su vez la Consejería de Medio Ambiente ha declarado a los corrales de Rota como Monumento Natural en la categoría de monumentos ecoculturales.

## Corrales de pesca en Chiloé

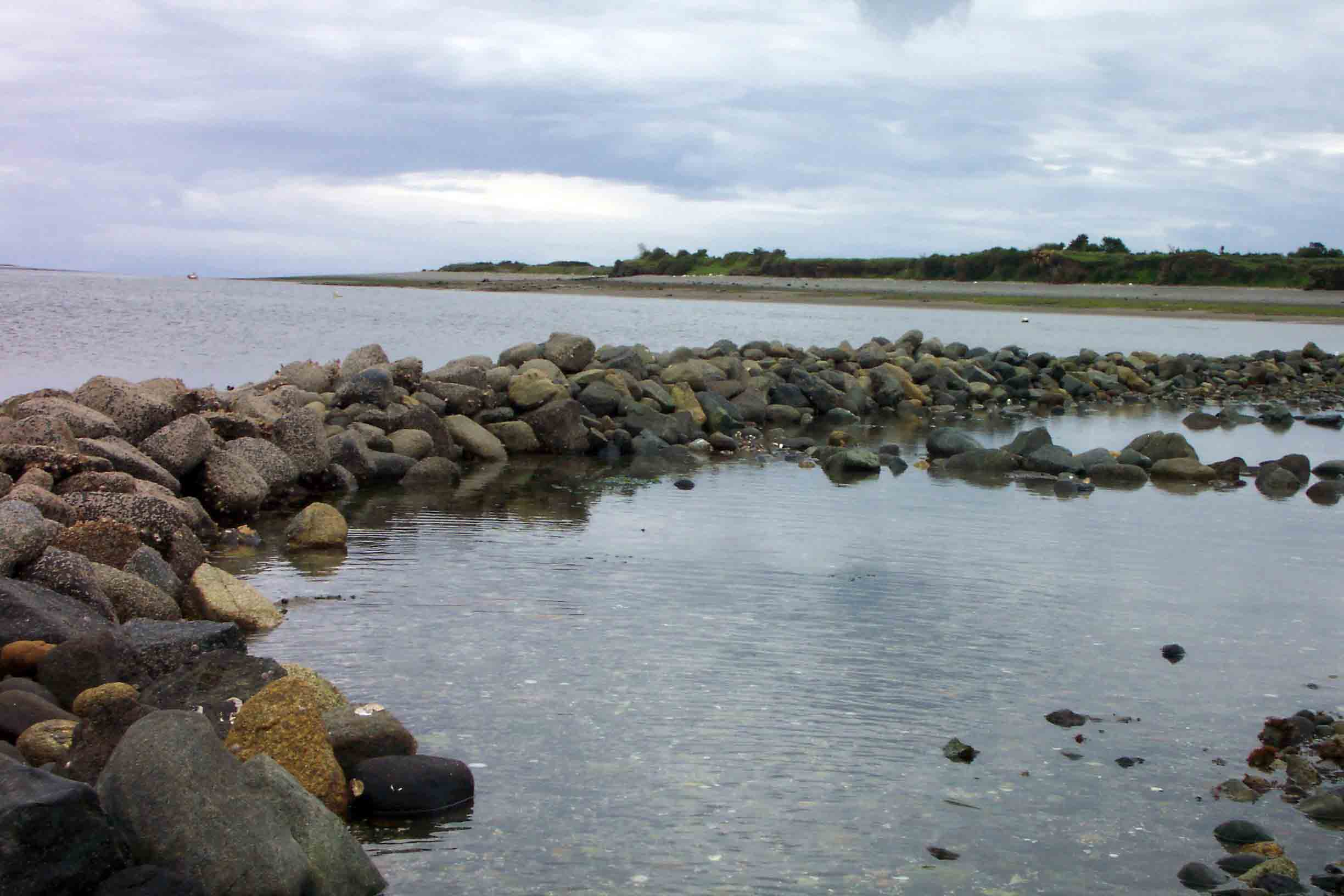
Un corral de piedras en Chiloé.

También se usaban hasta mediados del siglo XX en el mar interior de Chiloé, en las provincias chilenas de Llanquihue, Chiloé y Palena, especialmente en las islas del archipiélago de Calbuco y la parte norte de la Isla Grande de Chiloé.
Los corrales en Chiloé tenían propietarios particulares, pero varias de las actividades asociadas a ellos eran comunitarias. A ellos se vinculaban varios rituales y creencias, así como bastante léxico especializado.
Se conocen los restos de más de 1000 de estos corrales, que podían ser de piedras amontonadas en la zona intermareal o de varas entrelazadas a la manera de los corrales para el ganado. El segundo tipo era el que se usaba para cerrar de lado a lado esteros o ensenadas, en que la diferencia de mareas es mayor. La estructura estaba constituida por una valla hecha con varas clavadas a intervalos, las largas se llamaban chueles y las cortas, mechenquenes; las primeras eran el soporte de las varas atravesadas y entretejidas, que solían ser de arrayán, por ser una planta común y flexible; por su parte, los mechenquenes servían para sostener a los chueles y también al tejido más tupido de la parte inferior del corral. Había corrales pequeños de forma semicircular, que también podían ser de piedra, y otros mayores de forma recta y que atravesaban brazos de mar o estuarios. En los costados podía haber un corral más pequeño o llollo, que contenía un embudo de fibras vegetales o de varillas de quila para que los peces quedaran concentrados allí mientras salían con la vaciante. Un tipo especial de corral eran los pitreles, pequeños amontonamientos de piedras para que desovaran allí peces de tamaño reducido y se pudieran "cosechar" sus huevos a intervalos.
El día de su inauguración y el día siguiente eran llamados marea de colles, periodo en que se permitía que cualquier persona pescara en el corral. Posteriormente, cada quien debía pescar sólo en el suyo o en el de alguien que lo convidara a ello. En las temporadas de abundancia podía ser necesario hacer mingas (labores comunitarias de ayuda recíproca) para poder sacar todo lo que quedaba atrapado y llevarlo hasta las viviendas para consumirlo o ahumarlo. No constituía un peligro serio, pero en las labores de captura era necesario cuidarse de recibir mordidas de peces agresivos de gran tamaño como las sierras o los jureles.
Existían además prácticas mágicas que se realizaban con la intención de aumentar la pesca o de alejarla del corral. La principal práctica era el treputo o cheputo, en que una persona entendida en estos menesteres, un "curioso", azotaba con ramas de laurel o de traumán las paredes del corral y el agua dentro de él mientras romanceaba. Para conservar este efecto, de esparcía dentro del corral un compuesto denominado ámbar, que contenía entre otras cosas, laurel, traumán, malva de olor, perfume. Se creía que un ser maligno acuático llamado cuchivilo (en parte chancho y en parte culebra) era el responsable de la destrucción de los corrales y de devorar a los peces y finalmente dejar al sitio maldito; de modo que ya no entraría pesca a él. Por eso, cuando un corral aparecía destruido, se debía "arreglar" con un nuevo cheputo. Se pensaba también que los brujos de Chiloé eran capaces de alejar la pesca en venganza por agravios hacia ellos o hacia quien les pedía tal servicio.
Tienen protección como monumento nacional un conjunto de 18 corrales de piedra en Ancud y en algunos más en la isla Chala, en Quellón.